# Dijver 10, 11

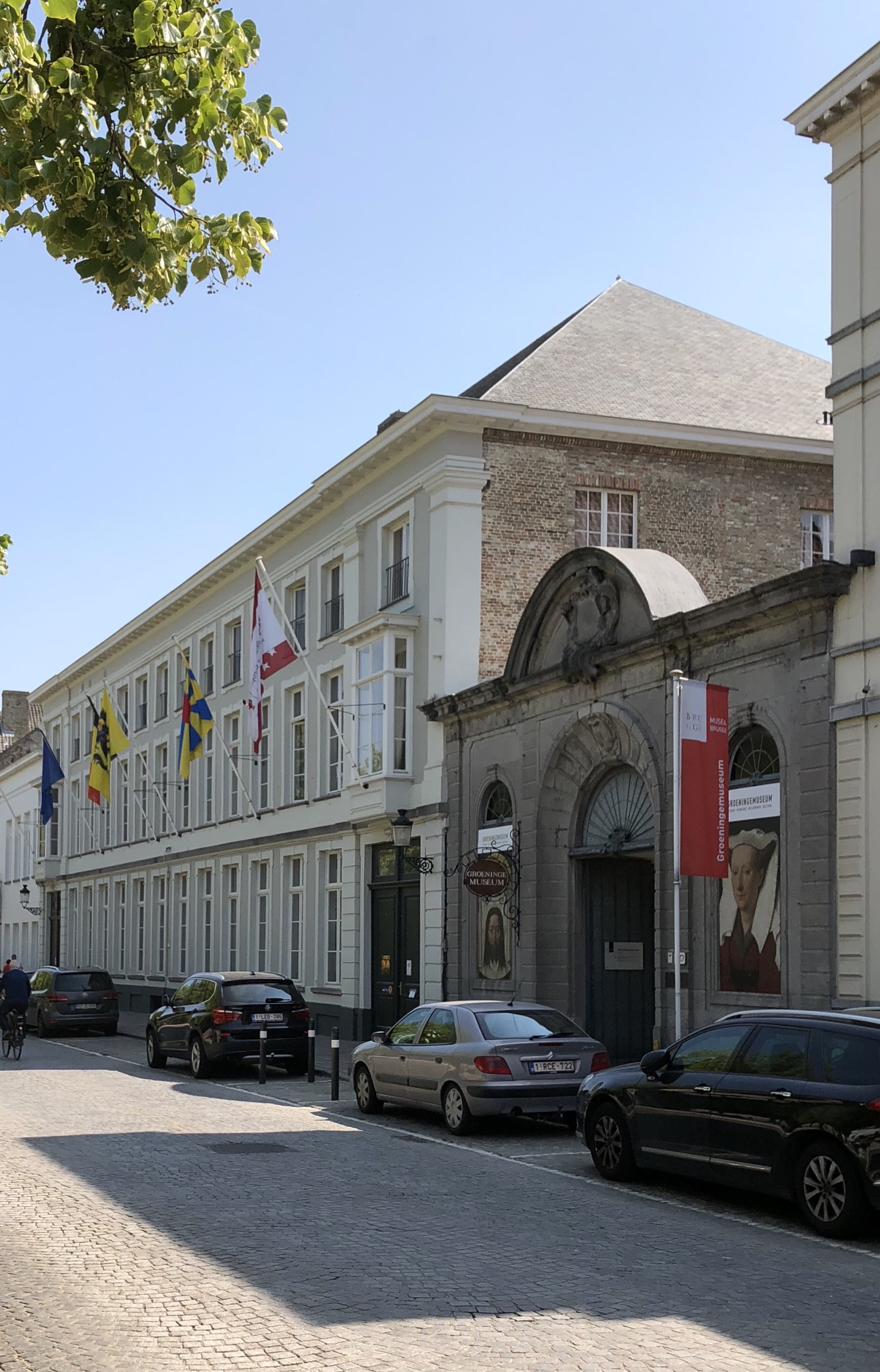
Dijver 10, 11 im Jahr 2019

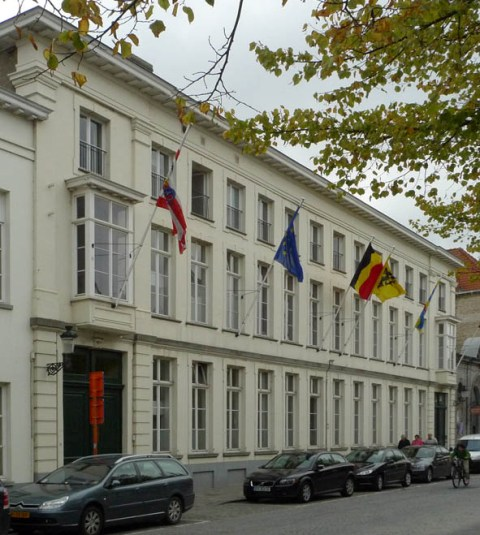
2009

Dijver 10, 11 ist ein denkmalgeschütztes Gebäude in Brügge in Belgien. Es ist Sitz eines Teils des College of Europe.

## Lage
Es befindet sich im südlichen Teil der Altstadt von Brügge auf der Südseite der Straße Dijver. Östlich grenzt das gleichfalls denkmalgeschützte Gebäude Dijver 9, westlich der Zugang zum Groeningemuseum an.

## Architektur und Geschichte
Die dreigeschossige Villa entstand im ersten Viertel des 19. Jahrhunderts nach einem Entwurf des Brügger Architekten JF van Gierdegom im Stil des Spätklassizismus. Die 14-achsige Fassade des Baus ist verputzt. Jeweils in den äußersten Achsen befinden sich Hauseingänge. Sie verfügen über rechteckige Flügeltore samt Oberlicht. Darüber ist im ersten Obergeschoss jeweils ein Erker angeordnet. Markant ist das deutlich betonte Gesims. Prägend für das Erscheinungsbild des Hauses sind mehrere am ersten Obergeschoss befindliche Fahnenstangen. Die Fenster des Mezzaningeschosses sind fast quadratisch, die übrigen Fensteröffnungen hochkant rechteckig ausgeführt. 
Das Gebäude wird seit dem 14. September 2009 als architektonisches Erbe geführt.